# Luis Machuca
Luis Machuca Fierro (* 10. Juni 1920 in Santiago; † 23. April 1993 ebenda) war ein chilenischer Fußballspieler. Der Stürmer gewann mit Unión Española 1943 den ersten Meistertitel der Klubhistorie und wurde in diesem Jahr Torschützenkönig.

## Karriere
Luis Machuca machte seine ersten Schritte beim Renca Sporting, bevor er zu Audax Italiano wechselte, wo er in der vierten Mannschaft des Klubs spielte. Auf der Suche nach mehr Spielzeit landete er bei Santiago Morning, wurde dort jedoch nur im B-Team berücksichtigt. Schließlich kam er zur Reserve von CSD Colo-Colo, von wo aus er 1942 an Unión Española verliehen wurde. In dieser Saison erzielte er acht Tore für die Roten. Anfang 1943 wurde Machuca von Colo-Colo zurückbeordert und nahm an der Copa de Campeones teil. Nach der schlechten Leistung von Unión Española im abgebrochenen Vorbereitungsturnier, in dem nur zwei Spiele ausgetragen wurden, entschieden sich die Verantwortlichen, Machuca von Colo-Colo zurückzuholen. Mit Unión Española gewann er die Meisterschaft 1943, die erste in der Vereinsgeschichte, und Machuca erzielte dabei 18 Tore, darunter der wichtige 1:1-Ausgleich am letzten Spieltag gegen den CD Green Cross. Dadurch wurde er gemeinsam mit Víctor Mancilla Torschützenkönig.

## Erfolge
Unión Española
- Chilenischer Meister: 1943

## Auszeichnungen
- Torschützenkönig der Primera División: 1943